# Lampadaire solaire

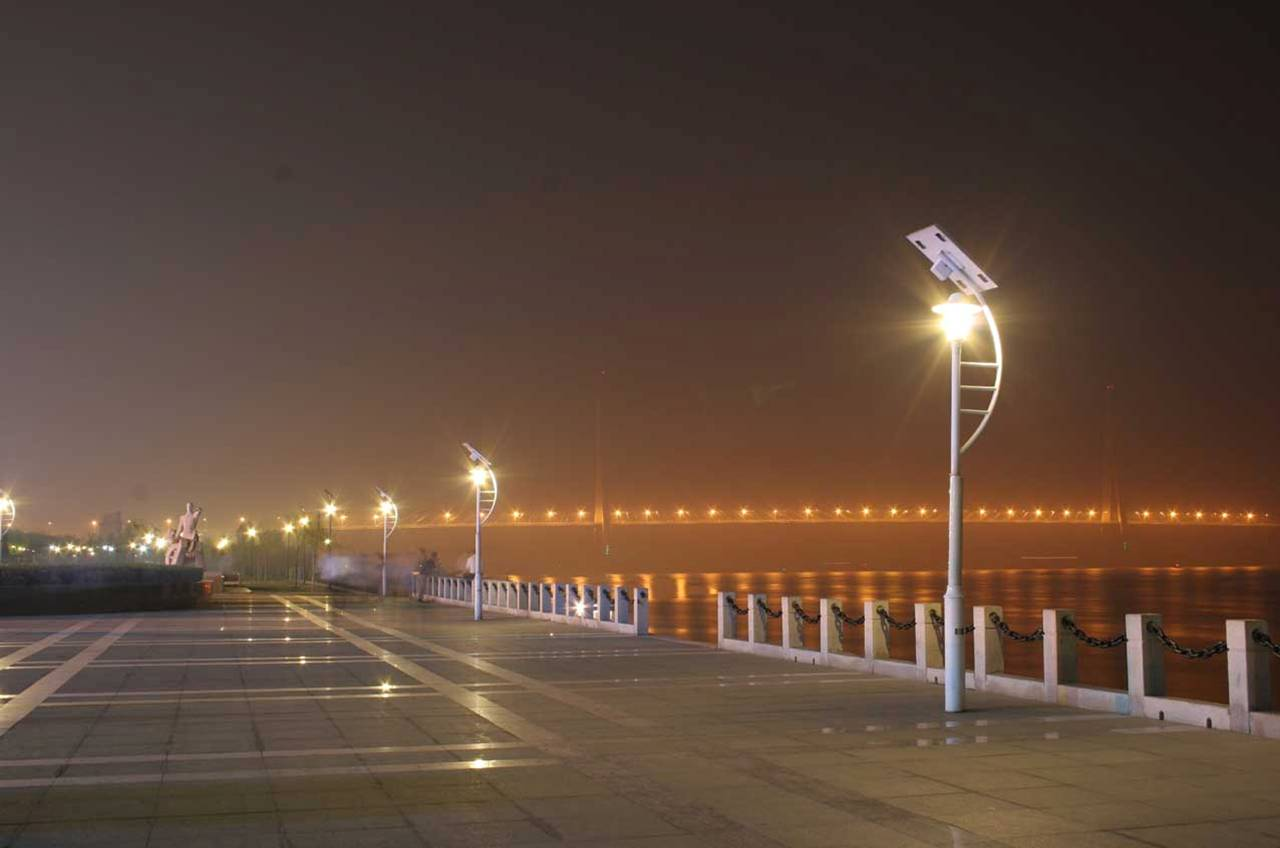
Alignement de « lampadaires autonomes »

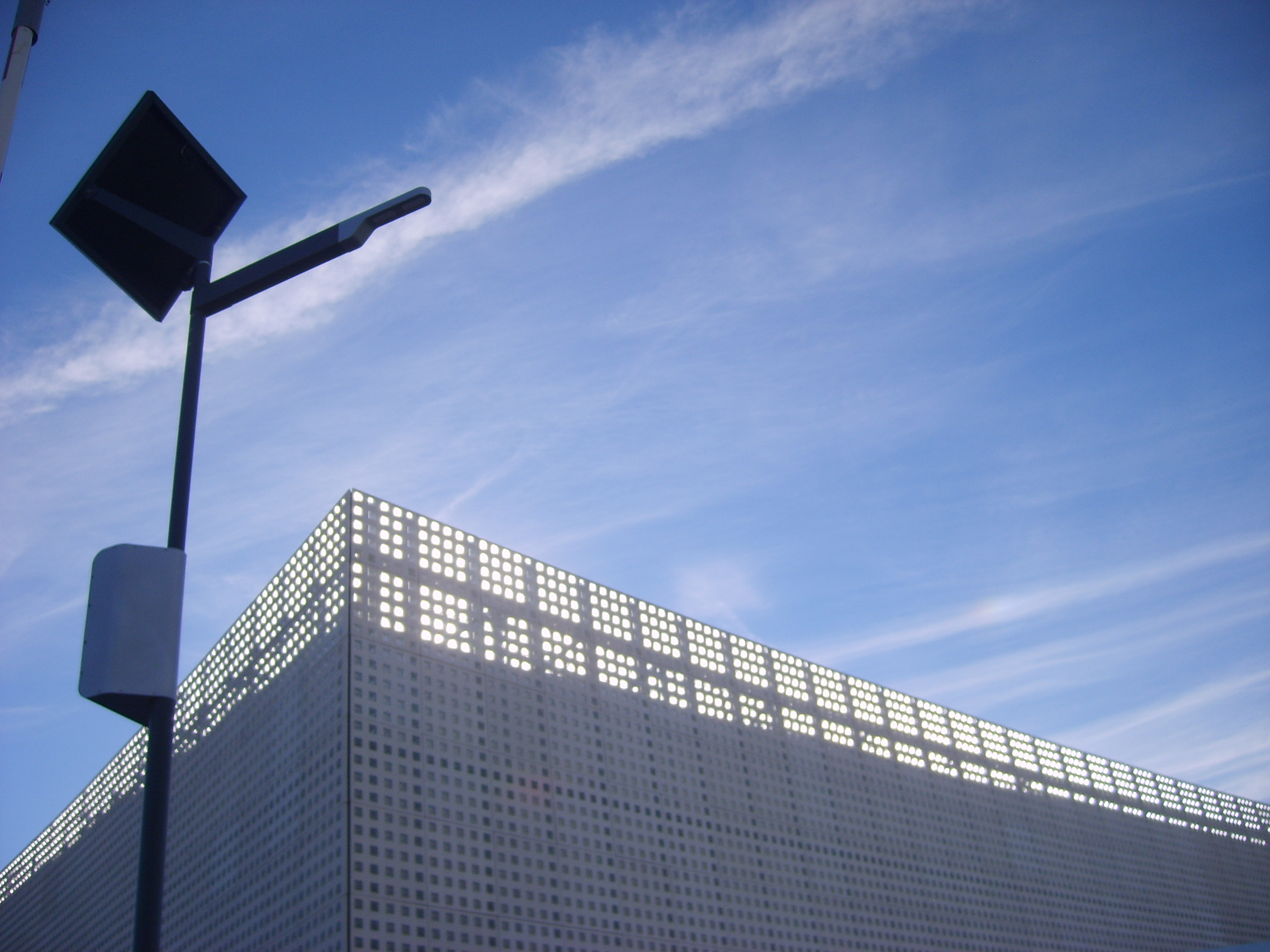
Candélabre solaire "CANDESOL 3" installé à Aurillac (Cantal)

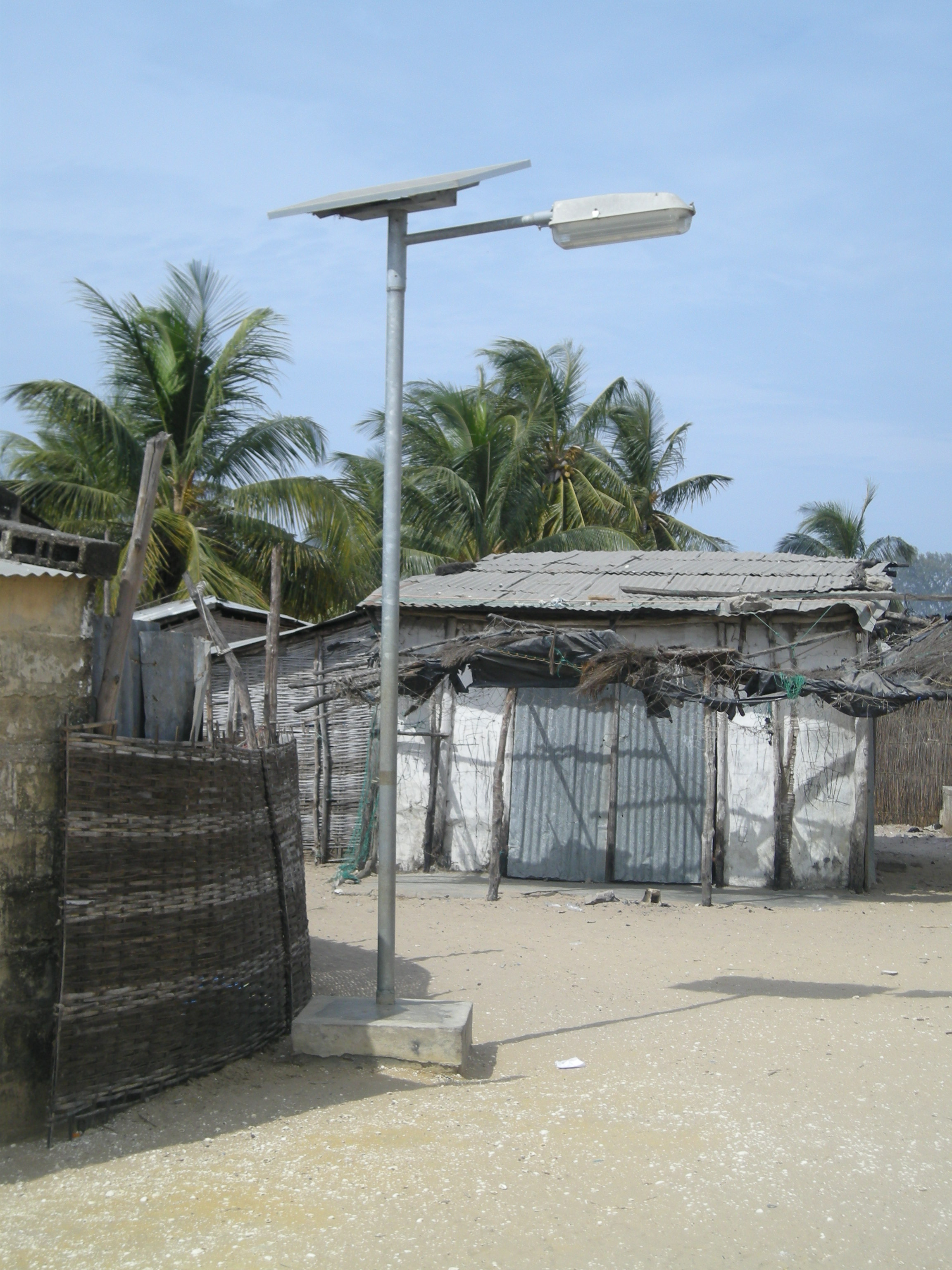
Lampadaire solaire à Elinkine (Casamance, Sénégal)

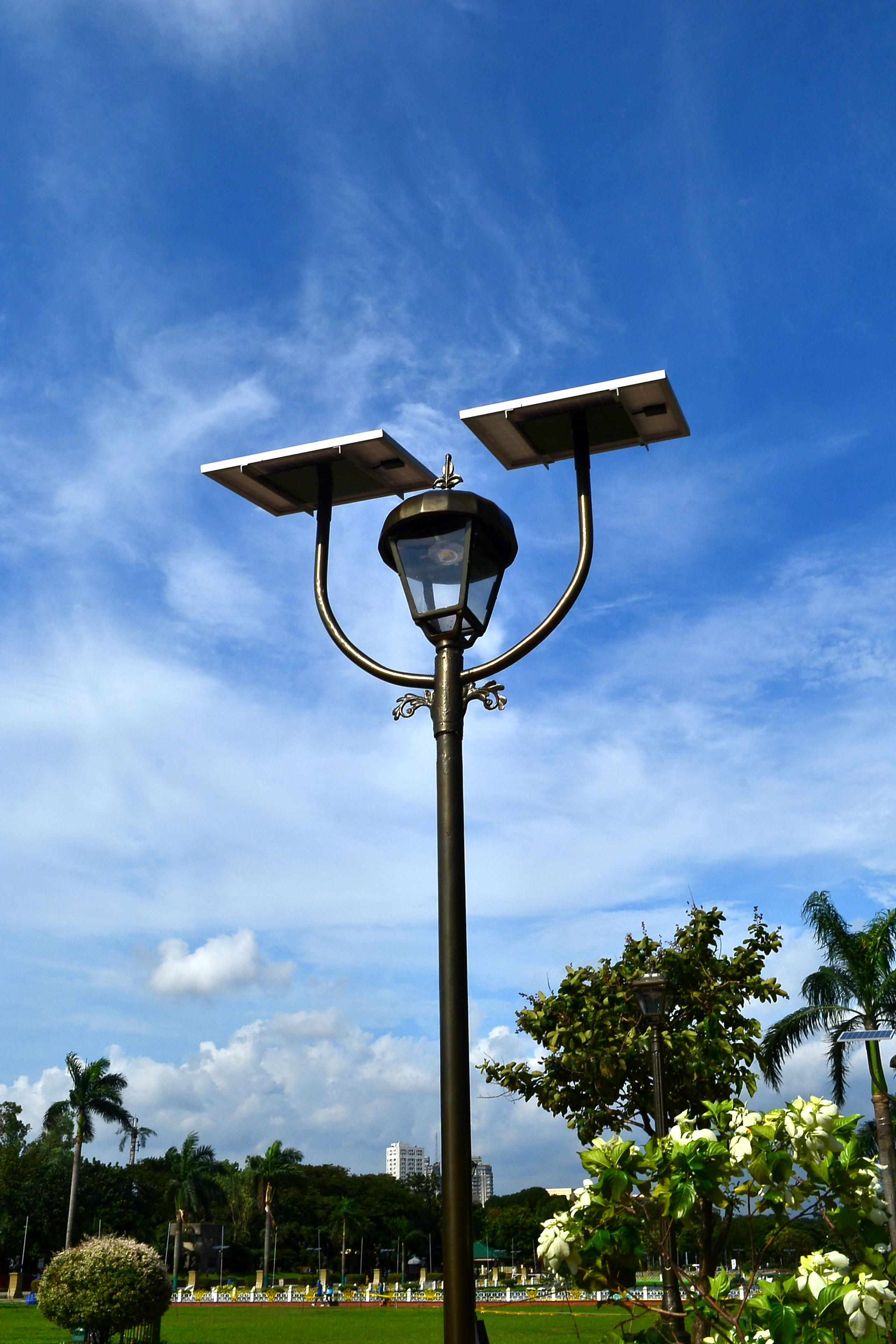
Autre exemple, aux Philippines

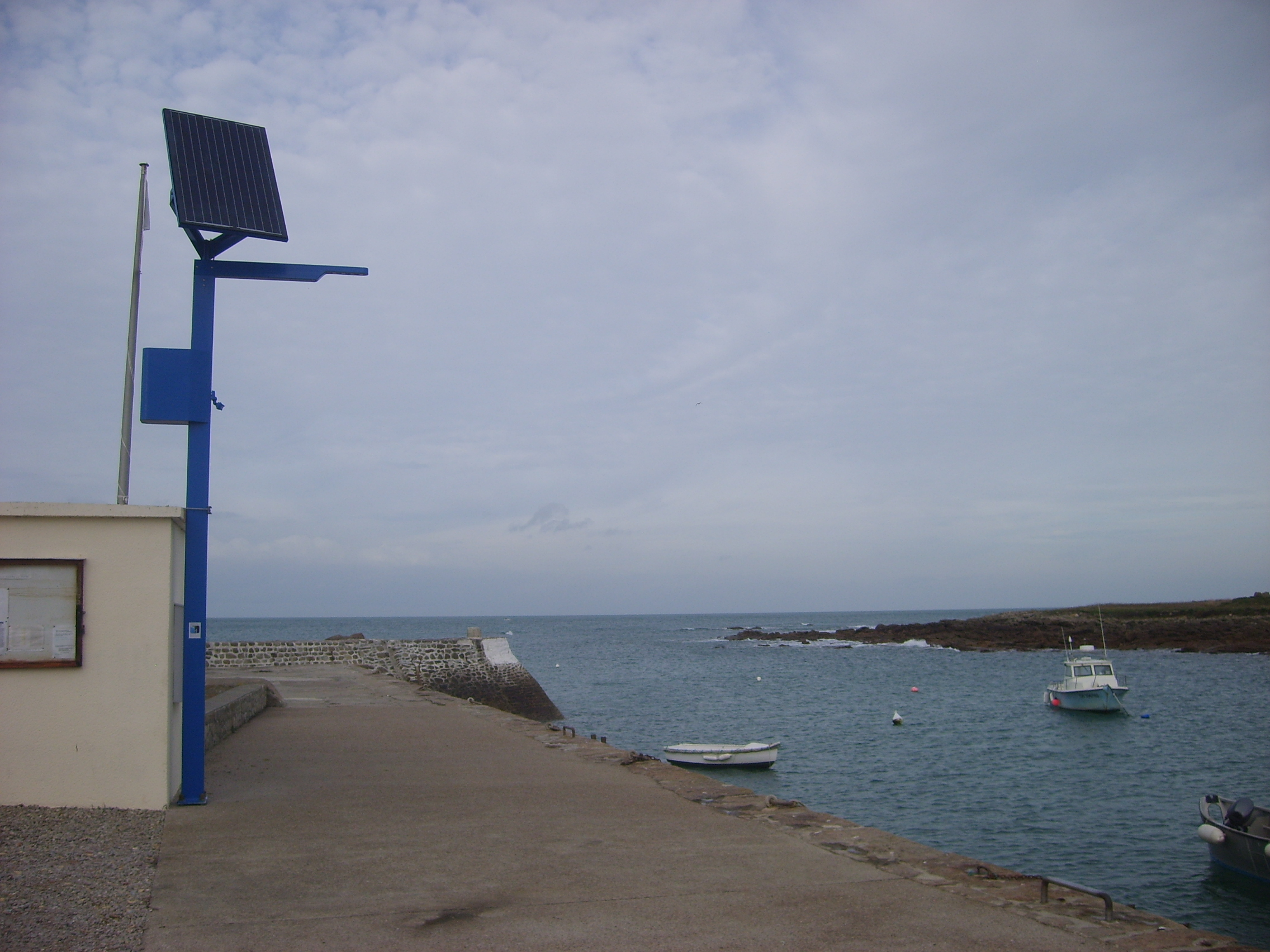
Candélabre solaire "CANDESOL 1" installé à Gatteville-le-Phare (Manche)

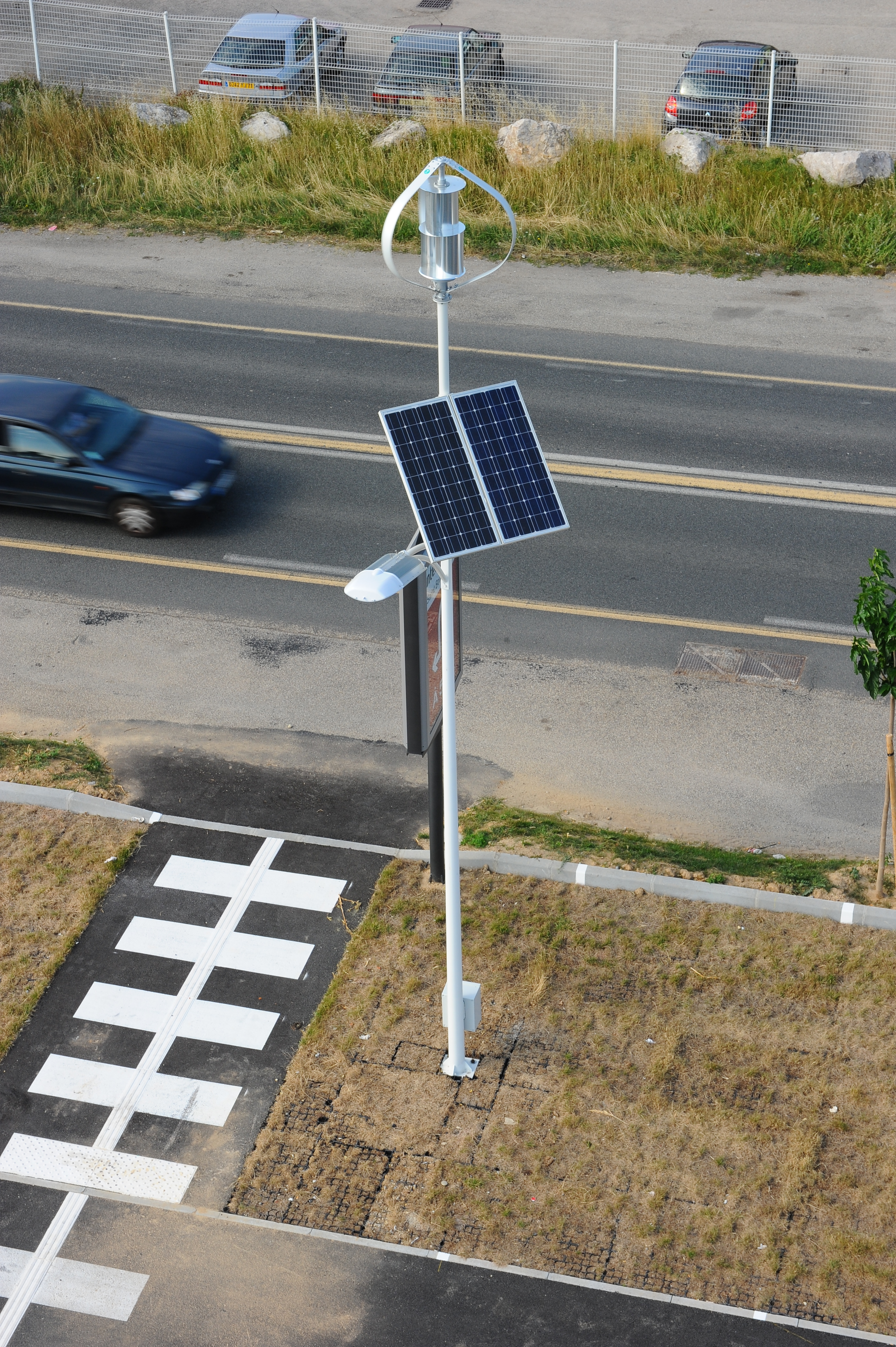
Solution « hybride », également autonome, associant une petite éolienne à un module photovoltaïque, idéale dans les sites de région tempérées ou proches des pôles et exposées au vent

Le lampadaire solaire ou candélabre solaire est un type de lampadaire qui est alimenté par l'énergie solaire, c'est-à-dire qu'il est équipé de panneaux solaires qui captent la lumière du soleil pendant la journée, ce qui permet de produire de l'électricité, qui est stockée dans des batteries, puis restituée la nuit pour l'éclairage. Le lampadaire devient ainsi autonome en énergie. 

S'il est asservi à un système de détection de présence et une cellule photovoltaïque, il peut contribuer à diminuer la pollution lumineuse.

## Histoire
Ils sont imaginés par les prospectivistes, au moins dès les années 1990, avec par exemple S Chagnoleau qui prédit à ses lecteurs en 1990 : « Vous pourrez, par exemple, installer des lampadaires solaires pour éclairer vos allées ».

## Principes techniques
L'allumage et l'extinction de l'éclairage électrique sont déclenchés par une centrale de commande : à la nuit tombée, la lumière s'allume automatiquement et s'éteint au lever du jour ; certains modèles sont équipés de détecteurs de présence pour économiser la batterie et ne s’allumer que si nécessaire.

## Évolutions
Ce type d'éclairage est en plein développement. Les candélabres solaires sont particulièrement recommandés pour l'éclairage de voiries ou de quartiers dans les pays équatoriaux, là où la ressource solaire est importante et régulière au fil de l'année. Ils conviennent également très bien à l'éclairage de sites isolés sur les autres territoires, de par l'absence de câblage électrique et de tranchées.
En 2013, un modèle double lampe dont les modules photovoltaïques sont intégrés sur le mât est produit aux Pays-Bas.

## Enjeux
Ils concernent la sécurité, de moindres nuisances et pollutions lumineuses pour l'environnement nocturne, le climat et les économies d'énergie. 

Par l'utilisation de luminaires LED, il devient plus facile d'éclairer "juste" ; la puissance lumineuse peut être plus facilement modulée durant la nuit suivant une programmation horaire ou via un asservissement à un détecteur de passage. 
Ainsi, la consommation électrique est fortement diminuée et les fonctions de balisage et d'éclairage sont toujours remplies.
L'enjeu d'économies d'énergie et d'émissions de gaz à effet de serre est important. Selon l'Agence Ecofin, « les Nations unies rappellent que l’éclairage public représente 5 % de l’électricité consommée dans le monde et que des techniques rentables existent pour économiser cette énorme manne énergétique qui correspond approximativement à la consommation électrique d’un grand pays comme l’Inde » .
Avantages : 
Les luminaires LED cumulent de nombreux avantages 
- performance énergétique,
- moindre pollution lumineuse s'ils sont asservis à des détecteurs de présence et de luminosité ambiante
- éclairage très homogène,
- très longue durée de vie[4].
- Le luminaire peut aussi être alimenté par des panneaux solaires intégrés au luminaire ou proches (sur les murs ou toitures d'une zone d'activité par exemple) comme dans le parc éco-industriel de Suzhou (Chine)[5], mais un petit réseau électrique est alors nécessaire.
- entretien se résumant au changement des batteries, tous les 2 à 10 ans, suivant leur type et l'utilisation de celles-ci.
- Tous les composants peuvent potentiellement être intégrés dans une filière de recyclage, voire de réusage.
- intérêt pour tous les besoins d'éclairage hors réseau[6]

Ces produits semblent voués au succès étant donné la hausse du prix de l'énergie et le coût de mise en place d'un réseau électrique dans un pays en voie de développement (zones isolées d'Afrique de l'Ouest par exemple) ou dans les sites isolés. Un mât peut être déplacé (lors de chantiers ou de festivités par exemple) au gré des besoins et sans nécessité de réseau électrique enterré ou aérien. C'est une solution également testée par électriciens sans frontières  pour aider les pays en développement ou à Haïti après le tremblement de terre, en complément d'une distribution de « lampes solaires individuelles », ou qui peut être utilisée après un tremblement de terre ou un accident grave privant un site ou une ville  d'électricité. Par exemple en 2010, un « projet, soutenu principalement par la Fondation de France, l'Ademe, le Conseil régional de Martinique, la ville de Paris » a proposé l'installation de « près de 350 lampadaires solaires dans 40 camps d’hébergement situés sur les communes de Port-au-Prince, Léogâne et Carrefour, regroupant plus de 80 000 réfugiés ». Un petit camping permettant un écotourisme local dans le dernier village accessible du Ladakh a ainsi été équipé (2010) d'un lampadaire solaire, seule source fixe d'éclairage du village. L'ONU estime que l'éclairage solaire "hors réseau" par des lampes solaires peut apporter d'importants bienfaits pour les populations ; Une étude faite par le PNUE dans 80 pays a conclu « que le coût des investissements à consentir pour remplacer l'éclairage à base de combustibles par des systèmes d'éclairage solaire à diode électroluminescente (DEL) serait amorti en moins d'un an, et ce grâce aux économies de carburant ; plus de 1,3 milliard de personnes vivent aujourd'hui dans le monde sans accès à l'éclairage électrique et près de 25 milliards de litres de kérosène sont utilisés chaque année pour alimenter les lampes à pétrole, ce qui représente un coût de près de 23 milliards de dollars par an pour les utilisateurs ». Pour le seul Nigeria, 1,4 milliard de dollars par an seraient économisés. 
Ce sont des solutions qui font partie de la recherche et développement d'entreprises du secteur de l'éclairage

## Prospective
Avec les progrès des modules photovoltaïques, certains luminaires pourraient peut-être devenir "positifs en énergie" et alimenter latéralement d'autres objets ou acteurs, dans un smart grid tel que proposé par Jeremy Rifkin dans son concept de troisième révolution industrielle. L'évolution des LED est essentiel pour l'évolution du candélabre solaire ; la durée de vie de la batterie est elle aussi essentielle. Cette durée de vie est fortement liée à la température ambiante, l'idéal est un lieu de stockage à 20 °C ou d'enterrer les batteries quel que soit le type de batterie au plomb, lithium, NiMH.
Un stockage à hydrogène pour le projet Myrte à l'université d'Ajaccio a été réalisé par le CEA, le CNRS et LUMI'iN France.